# Estación Los Alpes (Metroplús)
La Los Alpes es una parada del sistema de transporte público de mediana capacidad Metroplús, ubicada en el occidente de Medellín en el barrio Los Alpes de la comuna 16 Belén sobre la calle 30 entre carreras 82C y 83. Forma parte de las líneas 1 y 2, y es una estación de paso desde el extremo occidental del trazado, cerca del centro comercial Los Molinos, hacia la estación terminal Parque de Aranjuez, atravesando el occidente de la ciudad.
La estación fue inaugurada el 22 de diciembre de 2011 como parte del tramo inicial de la Troncal Belén–Aranjuez, un corredor de Metroplús diseñado para mejorar la movilidad en el eje occidental de la ciudad y conectar el occidente con zonas céntricas y del norte como Aranjuez.

## Historia
La estación Los Alpes hizo parte del proyecto inicial de la troncal línea 1 de Metroplús, un corredor exclusivo de aproximadamente 12,5 km que conecta el occidente de Medellín con zonas céntricas y del norte de la ciudad, desde la Universidad de Medellín hasta el Parque de Aranjuez.
Las obras de construcción comenzaron entre 2004 y 2008, en el marco de los documentos CONPES 3307, 3349 y 3452, que estructuraron técnica y financieramente el proyecto. Durante esta etapa, se identificó el corredor vial de la calle 30 como eje prioritario para la movilidad en el occidente, definiendo estaciones clave como la Universidad de Medellín para garantizar accesibilidad, integración modal y cobertura universitaria.
La estación fue inaugurada el 22 de diciembre de 2011 como la cabecera occidental de la troncal línea 1, entrando en operación comercial junto con el resto del tramo que conecta con el centro y norte de Medellín. Desde su apertura, ha servido como punto de acceso principal para los habitantes del barrio Los Alpes en la comuna 16 Belén y para la comunidad universitaria de la Universidad de Medellín.

## Ubicación y entorno
La estación Los Alpes está ubicada en el corredor exclusivo de la troncal Medellín, en la abscisa K0+470, en un sector residencial con comercio de escala sectorial, en el barrio Los Alpes de la comuna 16 Belén, sobre la calle 30 avenida Universidad de Medellín entre las carreras 82C y 83.
Se encuentra cerca del centro comercial Los Molinos, lo que la convierte en un nodo clave del sistema Metroplús en el occidente de la ciudad.
El entorno inmediato incluye zonas residenciales, pequeños comercios y establecimientos educativos, integrados a la calle 30 avenida Universidad de Medellín, que funciona como arteria principal hacia Laureles, El Poblado y el centro de Medellín.

## Diseño y características
La estación Los Alpes fue diseñada con una longitud de 52,8 metros y un ancho de 3 metros, incluyendo una rampa de acceso de 9 metros.
El sistema constructivo corresponde al tipo estándar de la troncal Medellín:
- Cimentación en concreto con zapatas aisladas.
- Accesos mediante rampas en concreto con pasamanos metálicos.
- Superestructura en estructura metálica pintada.
- Cerramientos en lámina microperforada.
- Cubierta y puertas en lámina metálica, con apertura automática.
- Pisos en placas de concreto apoyadas sobre la estructura (en la zona de torniquetes el piso es fundido en sitio).
- Dotación de taquillas, cuarto eléctrico/rack, zona de torniquetes, iluminación lateral (en techo y bajo estación), tótem exterior y señalización interior en policarbonato.[8]

Cuenta con una plataforma central a nivel del suelo que presta servicio a las líneas 1 y 2 de Metroplús. Tiene dos vías exclusivas para buses articulados y padrones impulsados principalmente por gas natural vehicular (GNV).
Está adaptada para personas con movilidad reducida, incluyendo rampas, señalética visual y piso podotáctil.

## Diagrama de la estación
| SUELO            | |         |
| Occidente        | Línea 1: Universidad de Medellín ← La Palma (Universidad de Medellín) Línea 2: Universidad de Medellín ← La Palma (Universidad de Medellín) | Oriente |
| Salida / Entrada | Plataforma central — puertas a ambos lados                                                                                                  |         |
| Occidente        | Línea 1: Universidad de Medellín → La Palma (Parque de Aranjuez) Línea 2: Universidad de Medellín → Los Alpes (Parque de Aranjuez)          | Oriente |
|                  | |         |

## Gestión ambiental
El Plan de Manejo Ambiental (PMA) para la construcción de estaciones en la troncal Medellín contempló medidas aplicables a Los Alpes, entre las que se incluyeron:
- Control de emisiones de polvo mediante riego y cubrimiento de acopios.
- Mantenimiento preventivo de maquinaria para minimizar emisiones y ruido.
- Implementación de planes de manejo de tráfico en la calle 30, con señalización y pasos peatonales.
- Manejo integral de residuos de construcción y escombros.
- Conservación de la vegetación en el separador central de la vía, evitando su intervención innecesaria.

## Servicios
La estación Los Alpes ofrece servicios básicos para la comodidad y seguridad de los usuarios, incluyendo taquillas para la recarga y compra de tarjetas Cívica, zonas de espera cubiertas, iluminación LED y vigilancia permanente. Además, dispone de sistemas de información al usuario mediante pantallas electrónicas y señalización visual y auditiva para facilitar el acceso y la movilidad dentro de la estación.
La estación cuenta con integración tarifaria únicamente con rutas alimentadoras del sistema Metroplús y hace parte del Sistema Integrado de Transporte del Valle de Aburrá –SITVA–, aunque no tiene conexión directa con otros modos como el metro, el metrocable o el tranvía.
La estación es atendida por rutas alimentadoras que permiten la conexión con diversos barrios de la comuna 16 Belén, facilitando el acceso a la troncal desde zonas aledañas. Entre las rutas integradas que operan en esta estación se encuentran la C3-004B Altavista - Buga y C3-004P Altavista - La Perla.
No se dispone de parqueaderos ni servicios comerciales permanentes dentro de la estación, debido a su ubicación urbana y diseño funcional enfocado en la eficiencia del transporte masivo.

## Rutas alimentadoras
La estación Los Alpes cuenta con rutas alimentadoras que permiten la conexión con varios barrios de la comuna 16 Belén, facilitando el acceso al sistema Metroplús desde zonas aledañas. Estas rutas están operadas por buses integrados que hacen parte del Sistema Integrado de Transporte del Valle de Aburrá.
| Código  | Nombre de la ruta    | Zona que cubre                   |
| ------- | -------------------- | -------------------------------- |
| C3-004B | Altavista - Buga     | Sector de Buga y alrededores     |
| C3-004P | Altavista - La Perla | Sector La Perla y zonas cercanas |

Estas rutas amplían la cobertura del sistema, mejorando la movilidad de los usuarios que residen o trabajan cerca de la estación.

## Horarios
La estación opera todos los días del año con el siguiente horario:
| Destino                 | Día                 | Primer vehículo | Último vehículo |
| ----------------------- | ------------------- | --------------- | --------------- |
| Universidad de Medellín | Lunes a viernes     | 05:01           | 23:25           |
| Universidad de Medellín | Sábados             | 05:01           | 23:25           |
| Universidad de Medellín | Domingos y festivos | 05:51           | 22:45           |
| Parque de Aranjuez      | Lunes a viernes     | 04:20           | 22:49           |
| Parque de Aranjuez      | Sábados             | 04:20           | 22:49           |
| Parque de Aranjuez      | Domingos y festivos | 04:52           | 21:59           |

La frecuencia de paso en horas pico es de 4 a 6 minutos y en horas valle de 8 a 12 minutos. El tiempo estimado de viaje desde esta estación hasta Parque de Aranjuez es de aproximadamente 45 min.

## Incidencia en el entorno
El lunes festivo 30 de junio de 2025, alrededor de las 7:00 de la mañana, en la esquina de la calle 30 con carrera 82C, junto a la estación Los Alpes del Metroplús en el barrio Los Alpes de la comuna 16, Belén, se presentó una riña con arma blanca entre dos hombres, identificados como Juan Fernando Castaño, de 35 años, y Andrés Felipe Cano, de 41 años. Según testigos, ambos se encontraban junto a una tienda del sector cuando comenzaron una discusión que derivó en un enfrentamiento; resultaron gravemente heridos en la cabeza y el pecho. Fueron trasladados por vecinos a centros asistenciales cercanos —Castaño a la Unidad Intermedia de Belén y Cano a Sura Los Molinos— donde fallecieron poco después a causa de las lesiones.
Este mismo hecho fue reportado por otros medios regionales, incluyendo Alerta Paisa, que indicó que el enfrentamiento se produjo «cerca de una estación de Metroplús» y detalló que las víctimas murieron en centros asistenciales; además, señaló que el hecho elevó a 41 el número de muertes en Medellín registradas en 2025 por riñas y hechos de intolerancia.
Asimismo, Mi Oriente consignó que el suceso tuvo lugar «en una riña con arma blanca registrada en el barrio Los Alpes», y corroboró la identidad de los fallecidos y el traslado a los centros asistenciales, sin aportar nuevos detalles sobre el origen del conflicto.
Este incidente fue clasificado por la prensa local como una riña aislada, sin que se reportasen afectaciones al servicio de la estación.